# Corporation for the Promoting and Propagating the Gospel of Jesus Christ in New England

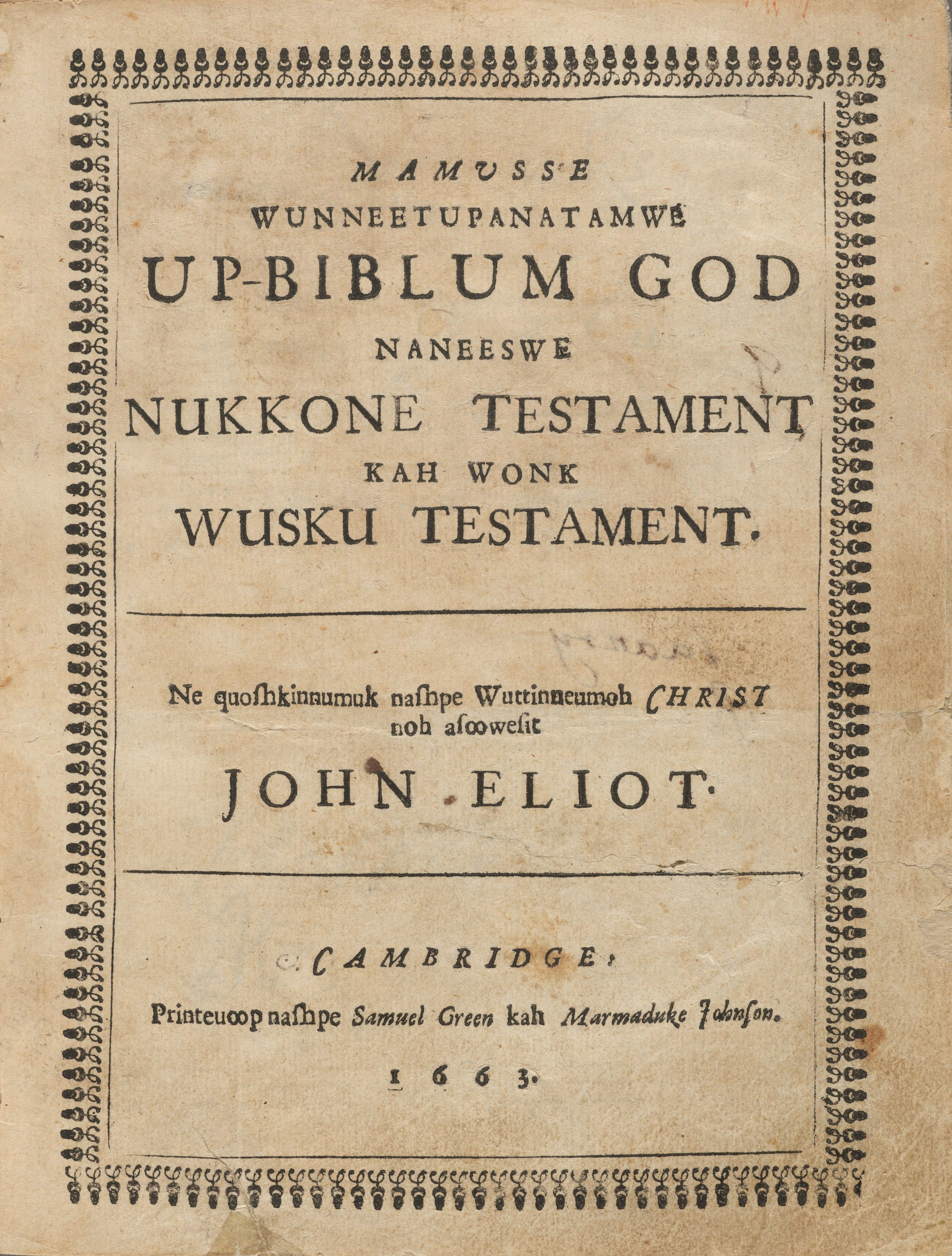
Titelseite der Indianerbibel des John Eliot (massachusett)

Titelseite der Indianerbibel des John Eliot (englisch)

Die Corporation for the Promoting and Propagating the Gospel of Jesus Christ in New England (u. a. auch New England Company) war eine englische Missionsgesellschaft unter den nordamerikanischen Indianern. Sie wurde 1649 gegründet und war puritanisch ausgerichtet.  Sie unterstützte das Erscheinen der Missionsbibeln des englischen Predigers und Missionars John Eliot (1604–1690) im damaligen Massachusetts (1. A. 1663; 2. A. 1685), der sogenannten Eliot Indian Bible (Indianerbibel des John Eliot) in der Massachusett-Sprache der dortigen Indianer.